# Vice primo ministro del Regno Unito
Il Vice primo ministro del Regno Unito di Gran Bretagna e Irlanda del Nord (Deputy Prime Minister of the United Kingdom of Great Britain and Northern Ireland) è un membro anziano del gabinetto del governo britannico. Questa funzione, che non viene sempre fornita, non si basa su alcuna amministrazione ministeriale e viene utilizzata dal Primo Ministro per onorare un membro del suo governo spesso con un altro portafoglio.
La carica è detenuta da Angela Rayner dal 5 luglio 2024, giorno dell'insediamento del governo laburista di Keir Starmer.

## Origini dell'istituzione della carica
Le ragioni della nomina di un Vice Primo Ministro sono varie. Durante la seconda guerra mondiale, vi fu una divisione dei Laburisti nella coalizione al governo dell'Unione Nazionale: Winston Churchill occupò gli affari riguardanti la guerra mentre il laburista Clement Attlee occupò gli affari interni. La nomina di quest'ultimo alla carica di Vice Primo Ministro caratterizza questa divisione conferendole uno status preminente nel gabinetto.
La funzione è stata anche utilizzata per premiare la lealtà di un membro di spicco del partito al potere (William Whitelaw), o mitigare con onorificenza una decadenza ministeriale (Geoffrey Howe che aveva appena perso l'ufficio degli affari esteri) o per conferire uno status simbolico a un membro del governo (John Prescott).

## Potere
Contrariamente a quanto si può fare in altri paesi, il Vice Primo Ministro non ha alcun potere particolare e non intende sostituire il Primo Ministro in caso di assenza o malattia. Tuttavia, se, di diritto, il suo detentore non ha alcun potere aggiuntivo, questa funzione gli conferisce, di fatto, una posizione predominante nel governo. Pertanto, è consuetudine per lui sostituire il Primo Ministro in sua assenza durante le interrogazioni al governo.

## Lista dei Vice primi ministri del Regno Unito
| Nome                                                   | Nome                                        | Nome                                                 | Mandato           | Mandato | Partito             | Altri incarichi durante il mandato                                                                    | Primo ministro    |
| ------------------------------------------------------ | ------------------------------------------- | ---------------------------------------------------- | ----------------- | --- | ------------------- | --- | ----------------- |
|                                                        |                                             | Clement Attlee Deputato per Limehouse                | 19 febbraio 1942  | 23 maggio 1945 | Laburista           | Segretario di Stato per gli affari dei dominion Lord presidente del Consiglio                         | Winston Churchill |
|                                                        | Herbert Morrison Deputato per Lewisham East | 26 luglio 1945                                       | 26 ottobre 1951   | Lord presidente del Consiglio Leader della Camera dei comuni Segretario di Stato per gli affari esteri e del Commonwealth | Laburista           | Clement Attlee                                                                                        |                   |
|                                                        |                                             | Sir Anthony Eden Deputato per Warwick and Leamington | 26 ottobre 1951   | 6 aprile 1955 | Conservatore        | Segretario di Stato per gli affari esteri e del Commonwealth                                          | Winston Churchill |
| carica vacante 1955-1962                               |                                             |                                                      |                   | |                     | |                   |
|                                                        |                                             | Rab Butler Deputato per Saffron Walden               | 13 luglio 1962    | 18 ottobre 1963 | Conservatore        | Primo segretario di Stato                                                                             | Harold Macmillan  |
| carica vacante 1963-1979                               |                                             |                                                      |                   | |                     | |                   |
|                                                        |                                             | William Whitelaw Deputato per Penrith and The Border | 4 maggio 1979     | 10 gennaio 1988 | Conservatore        | Lord presidente del Consiglio Segretario di Stato per gli affari interni Leader della Camera dei lord | Margaret Thatcher |
|                                                        | Geoffrey Howe Deputato per East Surrey      | 24 luglio 1989                                       | 1º novembre 1990  | Lord presidente del Consiglio Leader della Camera dei comuni                                                              | Conservatore        | | Margaret Thatcher |
| carica vacante 1990–1995                               |                                             |                                                      |                   | |                     | |                   |
|                                                        |                                             | Michael Heseltine Deputato per Henley                | 20 luglio 1995    | 2 maggio 1997 | Conservatore        | Primo segretario di Stato                                                                             | John Major        |
|                                                        |                                             | John Prescott Deputato per Kingston upon Hull East   | 2 maggio 1997     | 27 giugno 2007 | Laburista           | Segretario di Stato per l'ambiente, l'alimentazione e gli affari rurali Primo segretario di Stato     | Tony Blair        |
| carica vacante 2007-2010                               |                                             |                                                      |                   | |                     | |                   |
|                                                        |                                             | Nick Clegg Deputato per Sheffield Hallam             | 11 maggio 2010    | 8 maggio 2015 | Liberal Democratici | Lord presidente del Consiglio                                                                         | David Cameron     |
| carica vacante dall'8 maggio 2015 al 14 settembre 2021 |                                             |                                                      |                   | |                     | |                   |
|                                                        |                                             | Dominic Raab Deputato per Esher and Walton           | 15 settembre 2021 | 6 settembre 2022 | Conservatore        | Lord cancelliere - Segretario di Stato per la giustizia del Regno Unito                               | Boris Johnson     |
|                                                        | Thérèse Coffey Deputata per Suffolk Coastal | 6 settembre 2022                                     | 25 ottobre 2022   | Segretario di Stato per la salute e gli affari sociali del Regno Unito                                                    | Conservatore        | Liz Truss                                                                                             |                   |
|                                                        | Dominic Raab Deputato per Esher and Walton  | 25 ottobre 2022                                      | 21 aprile 2023    | Lord cancelliere - Segretario di Stato per la giustizia del Regno Unito                                                   | Conservatore        | Rishi Sunak                                                                                           |                   |
|                                                        | Oliver Dowden Deputato per Hertsmere        | 21 aprile 2023                                       | 5 luglio 2024     | Cancelliere del Ducato di Lancaster                                                                                       | Conservatore        | Rishi Sunak                                                                                           |                   |
|                                                        |                                             | Angela Rayner Deputata per Ashton-under-Lyne         | 5 luglio 2024     | in carica | Laburista           | Segretario di Stato per il levelling up, l'edilizia abitativa e le comunità                           | Keir Starmer      |